# Ischyrus aleator
Ischyrus aleator är en skalbaggsart som beskrevs av Boyle 1954. Ischyrus aleator ingår i släktet Ischyrus och familjen trädsvampbaggar. Inga underarter finns listade i Catalogue of Life.